# Graciela Lecube
Raquel Haydée Wilensky conocida artísticamente como Graciela Lecube (Buenos Aires, 27 de abril de 1925 - 23 de octubre de 2017) fue una actriz y escritora argentina.

## Biografía
Nacida en Buenos Aires, se radicó junto a su familia en Paraná, provincia de Entre Ríos, donde realizó sus estudios secundarios e ingresó en el Conservatorio Provincial.
Se inició en la actuación como figura joven en la pantalla grande con el filme Milagro de amor de 1946 con María Duval y Andrés Mejuto. En 1948 formó parte del elenco de Pobre mi madre querida, con Hugo del Carril y Emma Gramatica. Ese mismo año, alcanzó un rol protagónico junto a Armando Bó en 1948 con Pelota de trapo. Se despide en 1951 con Cartas de amor protagonizado por Mecha Ortiz, Elisa Christian Galvé, Roberto Escalada y Eduardo Cuitiño.
Perteneció al elenco estable de radioteatro de Radio Belgrano, cuando Eva Duarte fue lanzada como estrella de la compañía. Luego pasó a Radio El Mundo con la estación azul y blanca. En Radio Splendid hizo el radioteatro Nosotras las mujeres, de Nené Cascallar, con Celia Juárez, Sarita Watle y Nydia Reynal. Trabajó con primeras figuras como Eva Franco.[cita requerida]
Entrevistó a decenas de estrellas para las revistas Vanidades, Romances, Buenhogar y Temas. obra que hacía en el Teatro Astral y a sus películas, entre ellas, La novia de la marina, un guion escrito para ella. Tuvo 45 años de ausencias en el país de los cuales se dedicó exclusivamente al narrado y poesías.
Desde 1951 trabajó en el exterior, donde recomenzó como actriz y escritora, expandiendo sus actividades como entrevistadora, traductora, directora de comerciales y maestra de dicción. [cita requerida]Trabajó en el cine y la televisión de Estados Unidos, actuando en la telenovela One Life To Live, en el episodio "Poison Ivy" (1990) de Law & Order interpretando el papel de Mrs. Rodríguez, en el cortometraje norteamericano 50 Cents y en Rosa and the Executioner of the Fiend (2010). 
En el 2004, recibió el Life Achievement Award de HOLA (Hispanic Organization of Latin Actors). En su carrera como poetisa para niños cambió su nombre a Graciela Lecube-Chavez. Estuvo casada con un cantante de nombre Coco con quien se casó el 23 de mayo de 1951.

## Filmografía
- 2010: Rosa and the Executioner of the Fiend
- 2008: 50 Cents (cortometraje norteamericano)
- 1990: Law & Order. Mrs. Rodríguez.Episodio "Poison Ivy". Estados Unidos.
- One Life To Live. Telenovela.  Estados Unidos.
- 1951: Cartas de amor
- 1951: Los isleros
- 1949: El ídolo del tango[4]
- 1948: Pobre mi madre querida
- 1948: Pelota de trapo
- 1948: La serpiente de cascabel
- 1947: Madame Bovary
- 1946: Milagro de amor[5]

## Radioteatros
- Las aventuras de Martita dirigido por Armando Discépolo.
- Nosotras las mujeres.

## Teatro
- Los buenos días perdidos.
- El cementerio de los pájaros.
- La casa de Bernarda Alba
- Tango para dos.
- Te juro Juana que tengo ganas.
- Ariano
- Jardín de Otoño (por el que ganó un Premio Ace)[6]